# Otopharynx argyrosoma
Otopharynx argyrosoma é uma espécie de peixe da família Cichlidae. 
Pode ser encontrada nos seguintes países: Malawi, Moçambique e Tanzânia.
Os seus habitats naturais são: lagos de água doce. 
Está ameaçada por perda de habitat. 